# 리옹-파듀역
리옹-파듀역(프랑스어: Gare de la Part-Dieu, 문자 그대로 "신의 재산" 기차역)는 프랑스 리옹 중심 업무 지구의 주요 기차역이다. 파리-리옹-마르세유 철도에 속한다. 기차 서비스는 유로스타와 도이치반을 포함하는 TGV 고속 및 TER 지역 서비스가 자주 있는 SNCF에서 주로 운영 한다. 리옹의 두 번째 기차역인 리옹-페라쉬역는 역사적 중심지의 남쪽에 위치해 있다.

## 역사

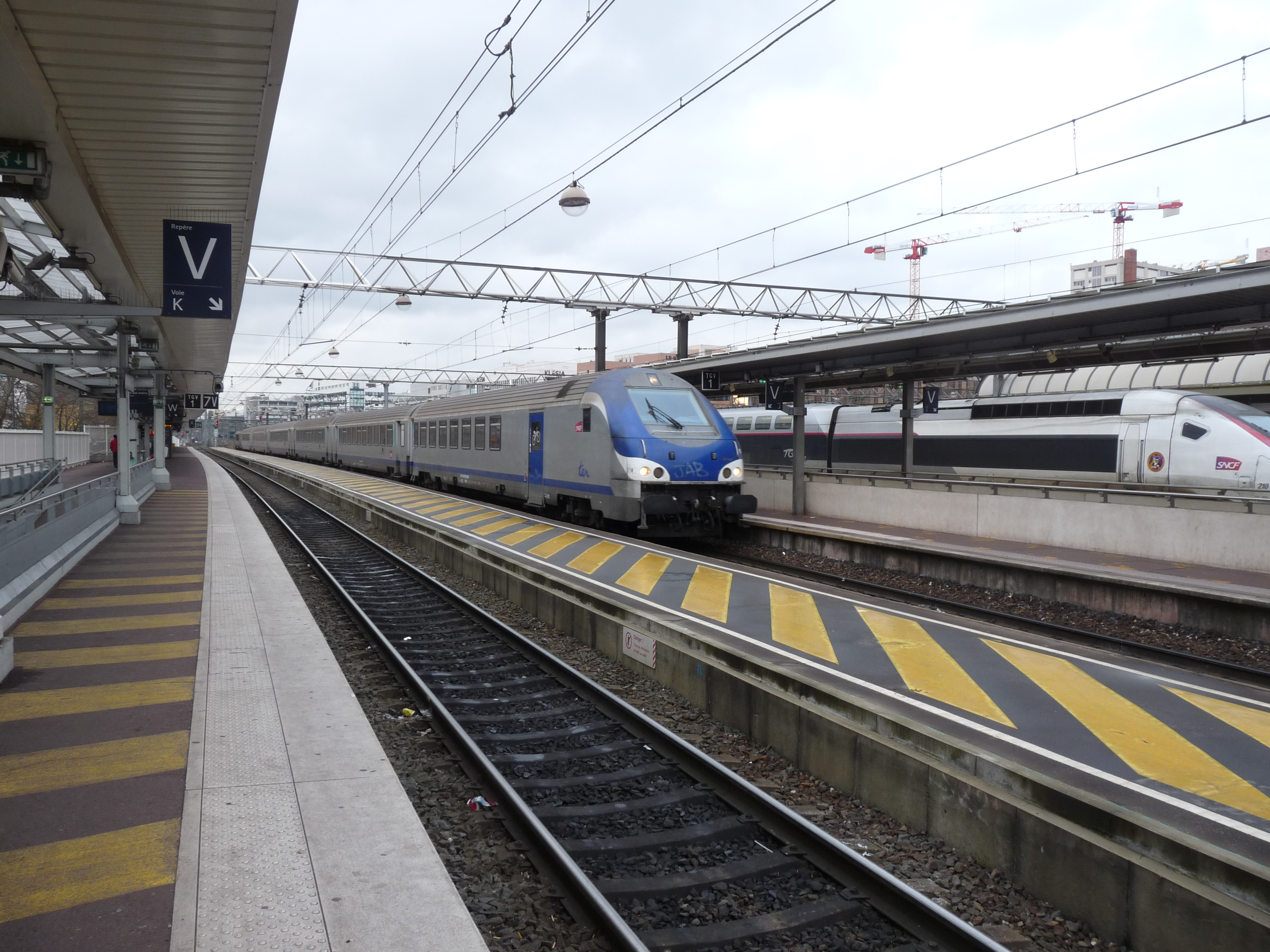
파듀의 플랫폼

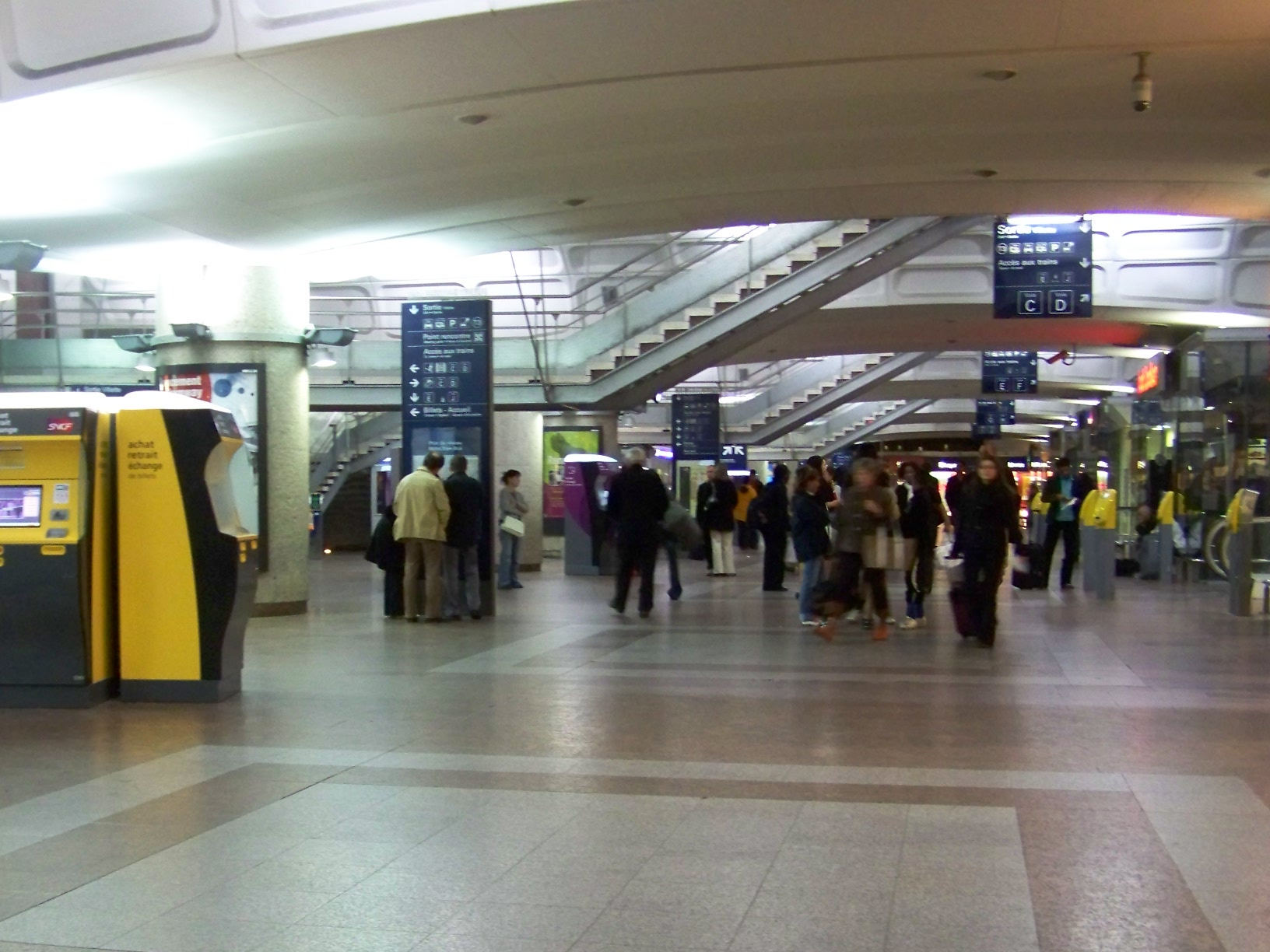
역의 인테리어

원래 1859년에 화물 역으로 문을 열었던 역은 새로운 파듀 도시 지역 프로젝트의 일환으로 1978년에 건설되었다. 계획자들은 파듀가 리옹의 제2의 도심 역할을 하도록 의도했기 때문에 쇼핑센터(프랑스 최대 규모), 주요 관공서 단지, 지역에서 가장 높은 마천루와 함께 대형 기차역을 건설했으며, 모양 때문에 크레용(연필)이라는 별명이 붙었다. 파듀역이 건설되기 전에 동네는 레브로토역으로 서비스를 제공했다. 이 역은 1982년에 폐쇄되었고, 그 운영은 이 역에 흡수되었다.
파듀가 일상적으로 가장 붐비지만, 페라쉬(도심), 리오-베즈, 생폴, 고즈드루 및 장마세역 등 5개의 다른 역이 리옹에서 운영된다.
2018년 봄, 주요 재건축 및 보수 공사가 2022년까지 전체 역과 그 주변을 재건하기 시작했다. 2018년 12월 현재, 이전 입구 건물은 이미 부분적으로 철거되었다.

## 교통
역은 1983년 하루 35,000명의 중간 수준에서 2001년에는 하루 500대의 열차에 80,000명의 승객으로 초기 예상 교통량을 크게 초과했다. 증가된 교통량으로 인해 역은 플랫폼 수를 늘리기 위해 1995년부터 2001년에 개조되었다. 그리고 외관을 변경한다. 2010년에 역은 약 5,110만 명의 승객에게 서비스를 제공했으며 평균 주중에는 140,000명에 육박했다.

## 현지 교통
리옹 파듀는 리옹 메트로(라인 B)과 트램 T1, T3, T4와 바로 연결된다. 또한 파듀는 전용 론익스프레스 트램 서비스를 통해 리옹 생텍쥐페리 공항으로 연결된다.

## 연결편
파듀는 프랑스(SNCF) 및 국제 철도 네트워크와 연결된 중요한 철도 허브이다. 리옹을 통과하는 많은 노선에서 파듀는 파리, 마르세유, 발랑스, 생테티엔, 니스, 몽펠리에, 페르피냥, 바르셀로나, 루앙, 루아시, 릴, 브뤼셀, 제네바, 투르, 뮐루즈, 벨포르, 메츠, 스트라스부르 ,낭트, 렌, 그르노블, 아비뇽, 엑상프로방스, 르 아브르, 르망, 카를스루에, 프랑크푸르트, 밀라노, 토리노, 런던. 파듀는 또한 TGV로 파리 샤를 드골 공항 (CDG)으로 연결되며 "XYD" 공항 코드가 지정되었다. SNCF는 많은 항공사와 코드 공유 계약에 따라 TGV Air라는 CDG 연결 서비스를 제공한다.

### 국제편
고속 서비스(유로스타) 런던-애쉬포드-리옹-아비뇽-마르세유. 그러나 코로나19 사태로 유로스타는 남프랑스와의 연결을 중단하기로 결정했다
고속 서비스(TGV) 브뤼셀 - 릴 - 마른 라 발레 - 리옹 - 마르세유
고속 서비스(TGV) 브뤼셀 - 릴 - 마른 라 발레 - 리옹 - 님 - 몽펠리에 - 페르피냥
고속 서비스(TGV) 프랑크푸르트 - 카를스루에 - 스트라스부르 - 뮐루즈 - 브장송 - 리옹 - 마르세유
고속 서비스(TGV) 룩셈부르크/메츠-스트라스부르 — 뮐루즈 — 디종 — 리옹 — 마르세유/몽펠리에
현지 서비스(TER 오베르뉴-론-알프) 리옹-파듀-암벨류-Culoz-벨가르드- 제네바(코르나벵)

### 국내편
역은 프랑스의 고속철도 서비스인 떼제베 (TGV)와 인터시티(Intercités)가 운행한다.
- 고속 서비스(TGV) 파리—리옹/생테티엔
- 고속 서비스(FRECCIAROSSA) 파리 - 리옹 - 샹베리 - 토리노 - 밀라노
- 고속 서비스(AVE) 리옹-님 - 몽펠리에 - 페르피냥 - 바르셀로나
- 고속 서비스(TGV) 리옹-마르세유-니스
- 고속 서비스(TGV) 릴-마른 라 발레 - 리옹 - 님 - 몽펠리에
- 고속 서비스(TGV) 릴-아라스 - 마른 라 발레 - 리옹 - 님 - 몽펠리에
- 고속 서비스(TGV) 릴-아라스-마른라발레-리옹-마르세유
- 고속 서비스(TGV) 낭시 - 스트라스부르 - 브장송 - 디종 - 리옹 - 마르세유 - 니스
- 고속 서비스(TGV) 툴루즈-몽펠리에-리옹
- 고속 서비스(TGV) 렌느/낭트 - Massy TGV - 리오/마르세유/몽펠리에
- 고속 서비스(TGV) 르아브르-루앙-마시 떼제베-리옹-마르세유
- 시외 서비스(Intercités) 낭트 - 투르 - 부르주 - 네베르 - 물랭 – 리옹

### 지방편
TER 오베르뉴-론-알프에서 제공하는 지역 서비스 :
- 지역 서비스(TER 오베르뉴-론-알프) 리옹 - 마콩 - 샬롱 쉬르 손 - 디종 - 라로슈-미젠느 - 상 - 파리
- 현지 서비스(TER 오베르뉴-론-알프) 리옹-암베류-벨가르드-제네바/생제르베-레-뱅/에비앙-레뱅
- 지역 서비스(TER 오베르뉴-론-알프) 리옹-암베류- 부르앙브레세- 롱르소니에- 브장송 -벨포르
- 현지 서비스(TER 오베르뉴-론-알프) 리옹-샹베리-부르생모리스/모단
- 지역 서비스(TER 오베르뉴-론-알프) 리옹 - 부르고앵 잘리외 - 그르노블
- 지역 서비스(TER 오베르뉴-론-알프) 리옹-비엔느-발랑스-몽텔리마르-오렌지-아비뇽-미라마-마르세유
- 지역 서비스(TER 오베르뉴-론-알프) 리옹-타라레-로안-비시-클레르몽페랑
- 지역 서비스(TER 오베르뉴-론-알프) 리옹-지보르-생테티엔-피르미니
- 지역 서비스(TER 오베르뉴-론-알프) 리옹-로잔-파레-르-모니알-생카즈-부르주-투어
- 지역 서비스(TER 오베르뉴-론-알프) 리옹-비야르레돔베-부르앙브레스

## 같이 보기
- TER 오베르뉴-론-알프